# Луарон-Рюїє
Луарон-Рюїє (фр. Loiron-Ruillé) — муніципалітет у Франції, у регіоні Пеї-де-ла-Луар, департамент Маєнн. Луарон-Рюїє утворено 1 січня 2016 року шляхом злиття муніципалітетів Луарон i Рюїє-ле-Гравле. Адміністративним центром муніципалітету є Луарон. Населення — 2732 особи (01.01.2021).